# 砂の女
『砂の女』（すなのおんな）は、安部公房の書き下ろし長編小説。安部の代表的作品で、現代日本文学を代表する傑作の一つと見なされているだけでなく、海外でも評価が高い作品である。海辺の砂丘に昆虫採集にやって来た男が、女が一人住む砂穴の家に閉じ込められ、様々な手段で脱出を試みる物語。不思議な状況設定を写実的に表現しながら、砂の世界からの逃亡と失敗を繰り返していた男がやがて砂の生活に順応し、脱出の機会が訪れても逃げない姿に、市民社会の日常性や、そこに存在する人間の生命力の本質と真相が象徴的に描き出されている。
1962年（昭和37年）6月8日に新潮社より刊行され、翌年1963年1月23日、第14回（1962年度）読売文学賞を受賞。1964年（昭和39年）には、作者自身の脚本により勅使河原宏監督で映画化された。翻訳版は E. Dale Saunders 訳（英題： The Woman in the Dunes）をはじめ、チェコ語・フィンランド語・デンマーク語・ロシア語等の二十言語で翻訳され、1968年（昭和43年）1月18日にはフランスで1967年度最優秀外国文学賞を受賞した。

## 作品成立・主題
安部は、『砂の女』執筆のきっかけについて、弘前大学での講演旅行の車中で週刊誌を読んでいたところ、飛砂の被害に苦しめられている山形県酒田市に近いある海辺の部落（浜中）の、グラビア写真を見た。安部は、その瞬間に「いきなり〈言葉〉の群が、何処からともなく芽をふき、生い茂り、たちまちぼくの意識を完全に占領してしまっていた」と振り返っている。
なお、『砂の女』は、短編小説『チチンデラ ヤパナ』（1960年）を長編化したもので、第一章の1から7の半ばまでは『チチンデラ ヤパナ』と重なっている。安部は、同年9月1日に新潮社出版部の谷田昌平から、『チチンデラ ヤパナ』を発展させた「純文学書下ろし長編小説」の執筆依頼を受け、2年近くかけて『砂の女』を完成させた。
安部は、砂の研究に生涯をかけたあるヨーロッパ人について言及し、砂の神秘や砂の魔力を、「とらえずにはいられないという、人間精神の根底にひそむあるものを、たくまずして暗示しているのではないでしょうか」と述べ、自身もそういった本を書いてみたいという思いで、『砂の女』を書き始めた。また、〈砂〉について以下のように語った後、小説『砂の女』では「現代のなかの砂」を描き、映画『砂の女』では「砂のなかの現実」を描いたものといえると解説している。
また、『砂の女』で追求した〈自由〉の主題について安部は、以下のように語っている。

## あらすじ
昭和30年8月のある日、男（仁木順平）は、休暇を利用して海岸に新種のハンミョウを採集するためにS駅に降り立ち、バス終点の砂丘の村に行った。そこで漁師らしい老人に、部落の中のある民家に滞在するように勧められた。その家には、寡婦が一人で住んでおり、砂掻きに追われていた。村の家は、一軒一軒砂丘に掘られた蟻地獄の巣にも似た穴の底にあり、縄梯子でのみ地上と出入りできるようになっていた。一夜明けると縄梯子が村人によって取り外され、男は穴の下に閉じ込められた。そのことを悟った男は動転するが、砂を掻かずに逆らうと水が配給されなくなるため、女との同居生活をせざるを得なくなった。
村の家々は、常に砂を穴の外に運び出さなければ、家が砂に埋もれてしまうため、人手を欲していた。部落の内部では、村長が支配する社会主義に似た制度が採られ、物資は配給制となっていた。男は、女と砂を掻きだす生活をしながら、さまざまな方法で脱出と抵抗を試み、やっと家から出た。しかし、逃走中の砂地で溺れ死にそうになったところを、犬を連れて追ってきた村人らに救出された。男は、再び女のいる家に吊り下ろされた。男は、あきらめに似た気持で穴の生活に慣れ、女と夫婦のように馴染んでいき、やがて溜水装置の研究が日課になった。冬が過ぎ、3月になり、女が妊娠した。その2か月後、女は、子宮外妊娠で町の病院へ運ばれて行った。女が連れて行かれた後、縄梯子がそのままになっていた。しかし、男の心には既に部落への連帯感が芽ばえており、溜水装置の開発のことを村の者に話したい衝動が先に立っていた。男は、逃げる手立てはまたその翌日にでも考えればいいと思った。
7年後の昭和37年10月5日、仁木しの（男の妻）の申立てにより、家庭裁判所が民法第30条に従い、行方不明の夫・仁木順平を失踪者として審判を下し、死亡の認定がなされた。

## 登場人物
男
名前は仁木順平。31歳。身長158センチ、体重54キロ。髪はやや薄くオールバック、油は使用せず。視力は右0.8、左1.0。肌は浅黒く、面長。眼と眼がよっていて鼻が低い。血液型はAB型。角張った顎と、左耳の下にほくろが目立つ以外には特徴なし。舌がもつれたような、まどろっこしい話方。内向的で頑固だが、人づきあいはとくに悪くはない。職業は教師。趣味は昆虫採集。
なお年齢は、本文中、「仁木順平、三十一歳」と書かれているが、最後の「催告」と「審判書」では、「昭和2年3月7日生」（1927年3月7日生）となっており、失踪時の昭和30年（1955年）8月には28歳に当り、矛盾している。英訳版では1924年（大正13年）生となっている。
老人
漁師らしい老人。なめしかけの兎の皮のような頬。充血した眼にめやにが厚くこびりついている。村長らしき男。
女
30歳前後の、人の好さそうな小柄の女。浜の女にしては色白。笑うと左の頬にえくぼが浮かび、愛嬌のある顔だが、眼のふちが眼病で赤くただれている。去年の台風で夫と中学生の一人娘を亡くした。
村人たち
掻き出した砂を運んだり、配給品を配達している。モッコやオート三輪で砂丘を往復している。

## 作品評価・解釈
『砂の女』は日本国内のみならず、海外でも注目され、「現代文学の最良の収穫」という高い評価をされている。この作品を機に、安部公房は、国際的な作家とみなされることになった。
大佛次郎は、「『砂の女』は変わったもので、世上に繰り返されている小説ではなく、また二度と書き得ないもので、新鮮である」と評し、「私は新しいイソップ物語りとして愛読した」と述べている。
三島由紀夫は、「詩情とサスペンスに充ちた見事な導入部、再々の脱出のスリル、そして砂のやうに簡潔で無味乾燥な突然のオチ、……すべてが劇作家の才能と小説家の才能との、安部氏における幸福な結合を示してゐる」と評し、以下のように解説している。
阿刀田高は、「小説の一番の面白さは、謎が提示され、それが深まり、最終的にそれが解けてゆくことだが、この作品はその構造を持っている。砂がもう一つの主人公になっていて、砂は日ごとに変わり、独特の模様を描き、無機的である。生きているような様相を持っているし、何もないように見えながら、生命体を隠していたりして、非常に不思議な存在の砂に目をつけたというところが、この小説の面白さじゃないかと思う。人間の自由とは何なのか？　自分たちが接している日常とは何なのか？　と、根本から問いかけるような側面があって、男と女の根源にも問いかけるようなことも持っている。これだけ小説の望ましい姿が詰め込まれている作品は、なかなか見当たらない。このぐらいの小説を生涯に一つ書けたら、死んでもいいぐらいに（同作品に）惚れている」と評している。

## 翻案

### ラジオドラマ
- 森永乳業名作シリーズ 第12集『砂の女』（文化放送）
  - 1963年（昭和38年）3月4日 - 4月13日 毎週月曜 - 土曜日 9:25 - 9:45 （全36回）
  - 脚本：安部公房。演出：宮沢明。音楽：佐藤慶次郎。
  - 出演：下元勉（男）、奈良岡朋子（女）、高田敏江（恋人）、鈴木瑞穂（友人・メビウスの輪）、滝沢修（語り手・N）

### 舞台
- ケムリ研究室 no.2『砂の女』
  - 2021年8月22日 - 9月5日：シアタートラム
  - 2021年9月9日 - 9月10日：兵庫県立芸術文化センター 阪急 中ホール
  - 上演台本・演出：ケラリーノ・サンドロヴィッチ
  - 音楽・演奏：上野洋子
  - 振付：小野寺修二
  - 出演：緒川たまき（女）、仲村トオル（男）、オクイシュージ、武谷公雄、吉増裕士、廣川三憲、町田マリー（声とシルエットのみ）
  - 企画・製作：キューブ

### 受賞
- 第56回紀伊國屋演劇賞 個人賞（緒川）[注 1][11]
- 第29回読売演劇大賞 最優秀女優賞（緒川）[12]

## 関連小説

### チチンデラ ヤパナ
短編。1960年（昭和35年）、雑誌『文學界』9月号に掲載された。1973年（昭和48年）3月20日に新潮社より刊行の『安部公房全作品7』に収録。のち新潮文庫『カーブの向う・ユープケッチャ』に収録された。
題名の「チチンデラ ヤパナ」とはニワハンミョウの学名 Cicindela japana のこと。

## 刊行本
- 『砂の女』（新潮社、1962年6月8日） 
  - 装幀：香月泰男。函表文：安部公房。函裏文：三島由紀夫、武田泰淳。218頁
- 文庫版『砂の女』（新潮文庫、1981年2月25日。2001年、2003年改版）　ISBN 4-10-112115-X
  - カバー装画：安部真知。付録・解説：ドナルド・キーン）
  - ※ 2003年改版より、カバー装画：近藤一弥（フォト：安部公房）。
- シナリオ作家協会編『年鑑代表シナリオ集1964年度版』（ダヴィッド社、1965年5月31日）
  - ※ 映画シナリオ版が所収。
- 『安部公房 映画シナリオ選』（創林社、1986年10月5日）
  - 収録作品：壁あつき部屋、不良少年、砂の女、他人の顔、燃えつきた地図
  - ※ 映画シナリオ版が所収。
- 英訳 The Woman in the Dunes, translated by E. Dale Saunders, Tuttle classics, 1967.
- ドイツ語訳 Die Frau in den Dünen / Deutsch von Oscar Benl und Mieko Osaki. Rowohlt, 1967[13]